# Coq dans la culture
 (septembre 2012).
Si vous disposez d'ouvrages ou d'articles de référence ou si vous connaissez des sites web de qualité traitant du thème abordé ici, merci de compléter l'article en donnant les références utiles à sa vérifiabilité et en les liant à la section « Notes et références ».
Pour les articles homonymes, voir Coq (homonymie) et Symbolisme du coq.

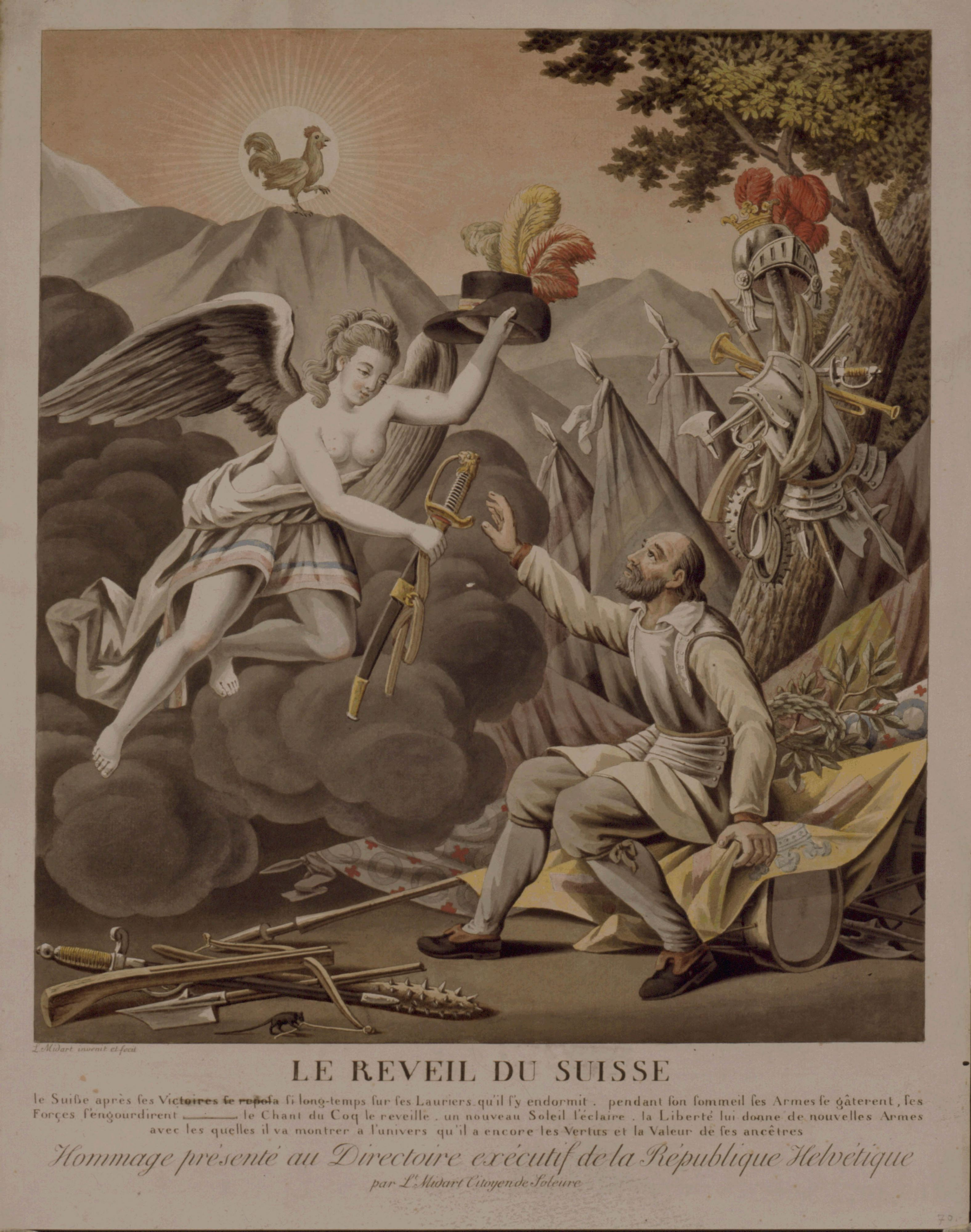
Le coq, symbole solaire.

Le coq, animal familier qui sait se faire entendre, a trouvé une place importante dans de nombreuses religions et traditions. Symbole universel, les vertus qu'on prête à ces animaux, qualifiés de solaire, sont en effet innombrables. Porte-bonheur, prophète guérisseur, le coq incarne souvent le courage, l'intelligence, et on l'associe volontiers à la résurrection.

## Un animal à forte personnalité
On attribue au coq de nombreuses qualités en rapport avec ses caractéristiques physiques ou son comportement.

### Un symbole de virilité

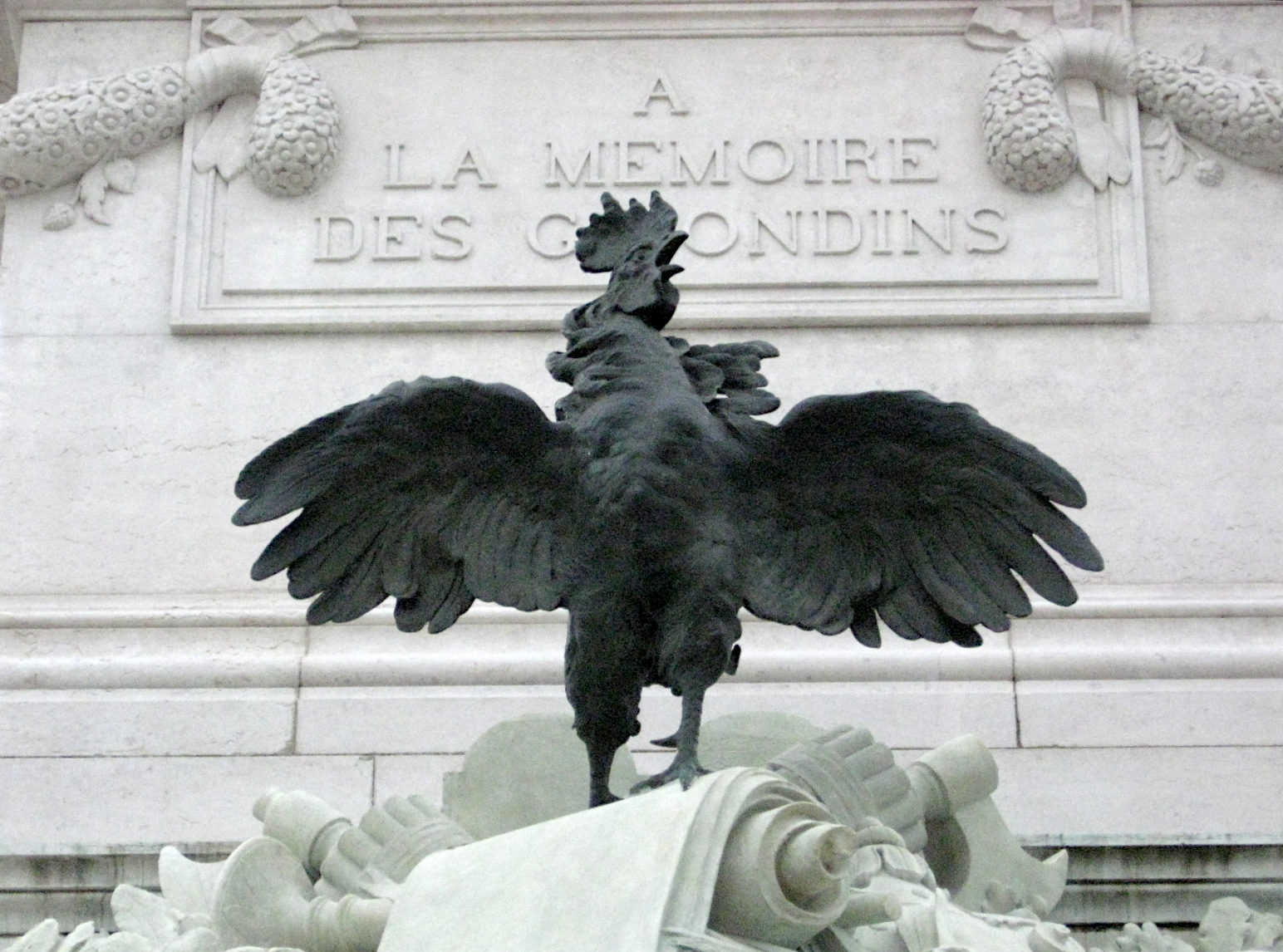
Coq gaulois, monument dédié aux Girondins, Esplanade des Quinconces, Bordeaux. Œuvre signée Achille Dumilâtre et Victor Rich, réalisée entre 1893 et 1902

Sa démarche, le buste en avant, le fait passer pour fier. Parce qu'il a pour lui seul de nombreuses poules, on en a fait un symbole de virilité : il est d'usage de dire d'un homme qui cherche à séduire les femmes qu'il fait le coq.

### Un symbole de bravoure: les combats de coq
Parce qu'il porte à ses pattes de dangereux ergots et qu'il ne rechigne pas à se battre dans des combats à mort, on a fait du coq un symbole de bravoure. Dans l'Antiquité grecque, le coq représentait le courage militaire. Les Romaines sacrifiaient un coq à Mars, le dieu de la guerre, chaque premier jour du mois qui porte son nom. La plume de coq noir était, en Chine, l'emblème du guerrier courageux et intrépide.
Dans le monde indien, le coq est associé au dieu de la guerre Karttikeya, dont l'iconographie comporte souvent l'oiseau à ses côtés ou en tant qu'emblème sur son drapeau (connu sous les noms de कुक्कुटध्वज (Kukkuṭadhvaja) en sanskrit et de சேவல் கொடி (Seval kŏḍi) en tamoul, soit « Drapeau au coq » dans les deux langues).

### Un symbole identitaire

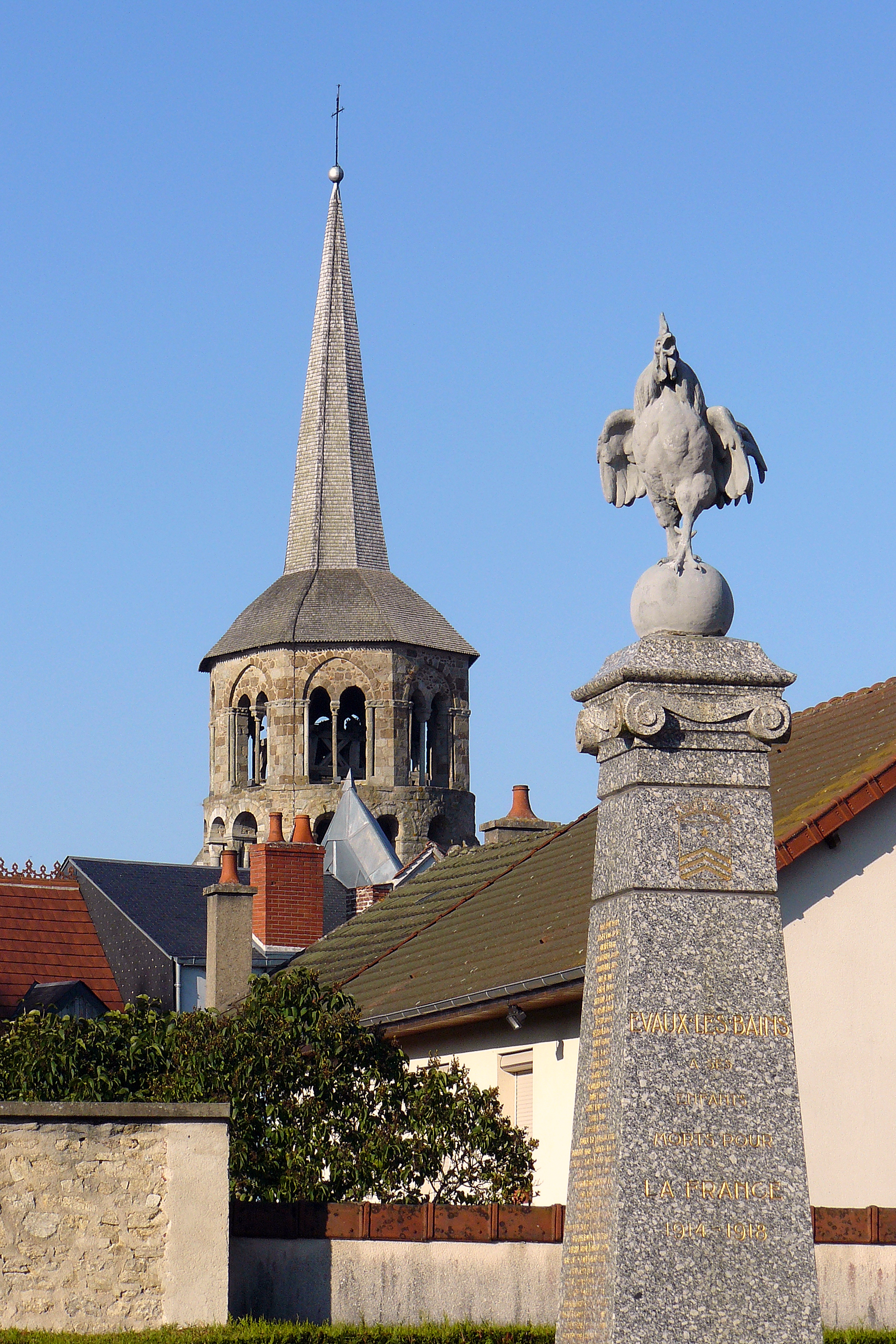
Monument aux morts d'Évaux-les-Bains (Creuse)

- le coq gaulois : symbole national de la France. Il figure notamment sur de nombreux monuments aux morts de la Première Guerre mondiale.
- le coq de Barcelos : symbole de la ville de Barcelos et, par extension, emblème touristique du Portugal.
- le coq hardi (patte droite levée et bec clos) : emblème de la région wallonne et de la communauté française de Belgique. Ces couleurs rouge sur fond jaune prennent leur origine de la ville de Liège. Il est également utilisé par le mouvement wallon.

### Mythologie grecque
Attribut traditionnel d'Asclépios : fin de l'Apologie de Socrate.

## Un symbole religieux en tant qu'animal solaire

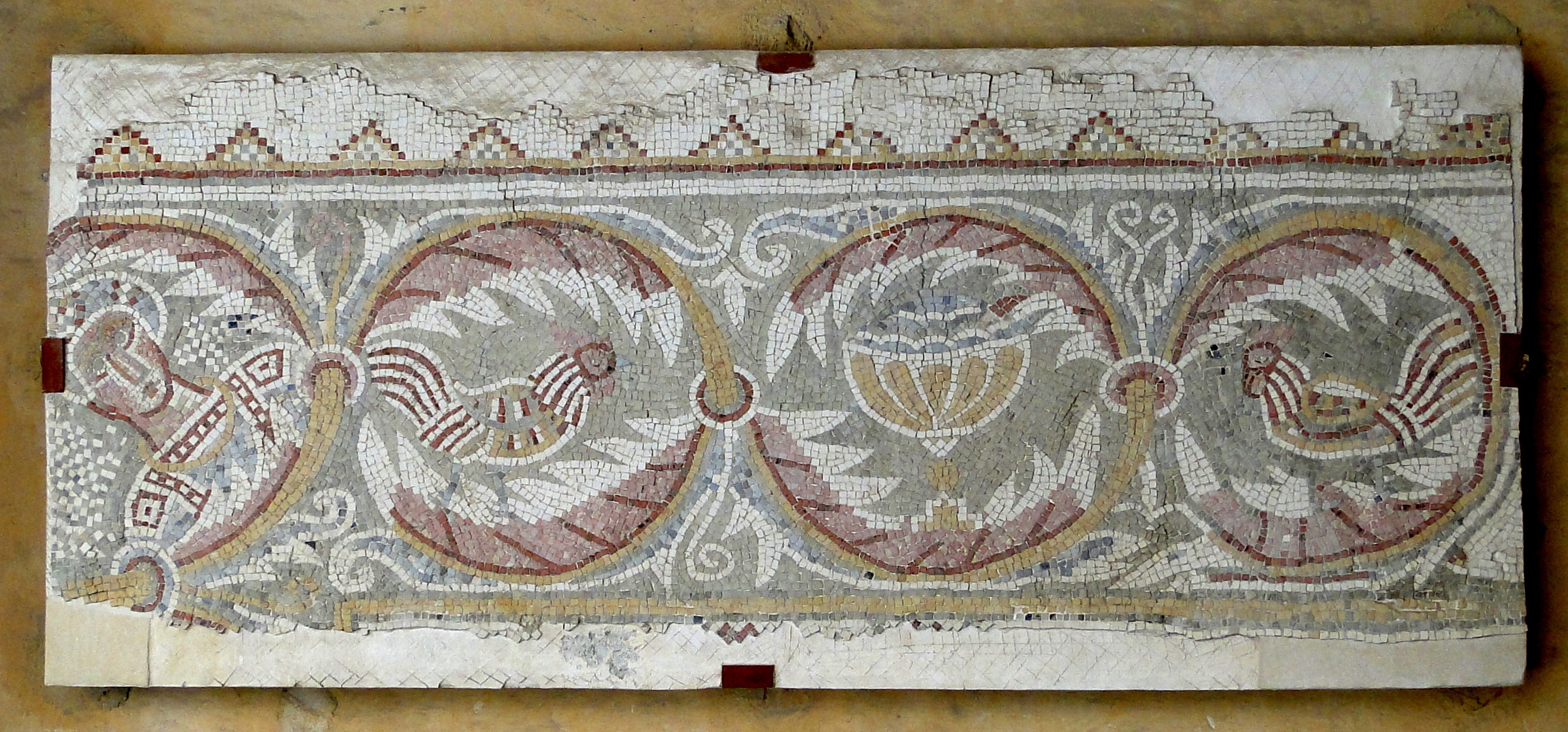
Coqs sur une mosaïque à Madaba en Jordanie

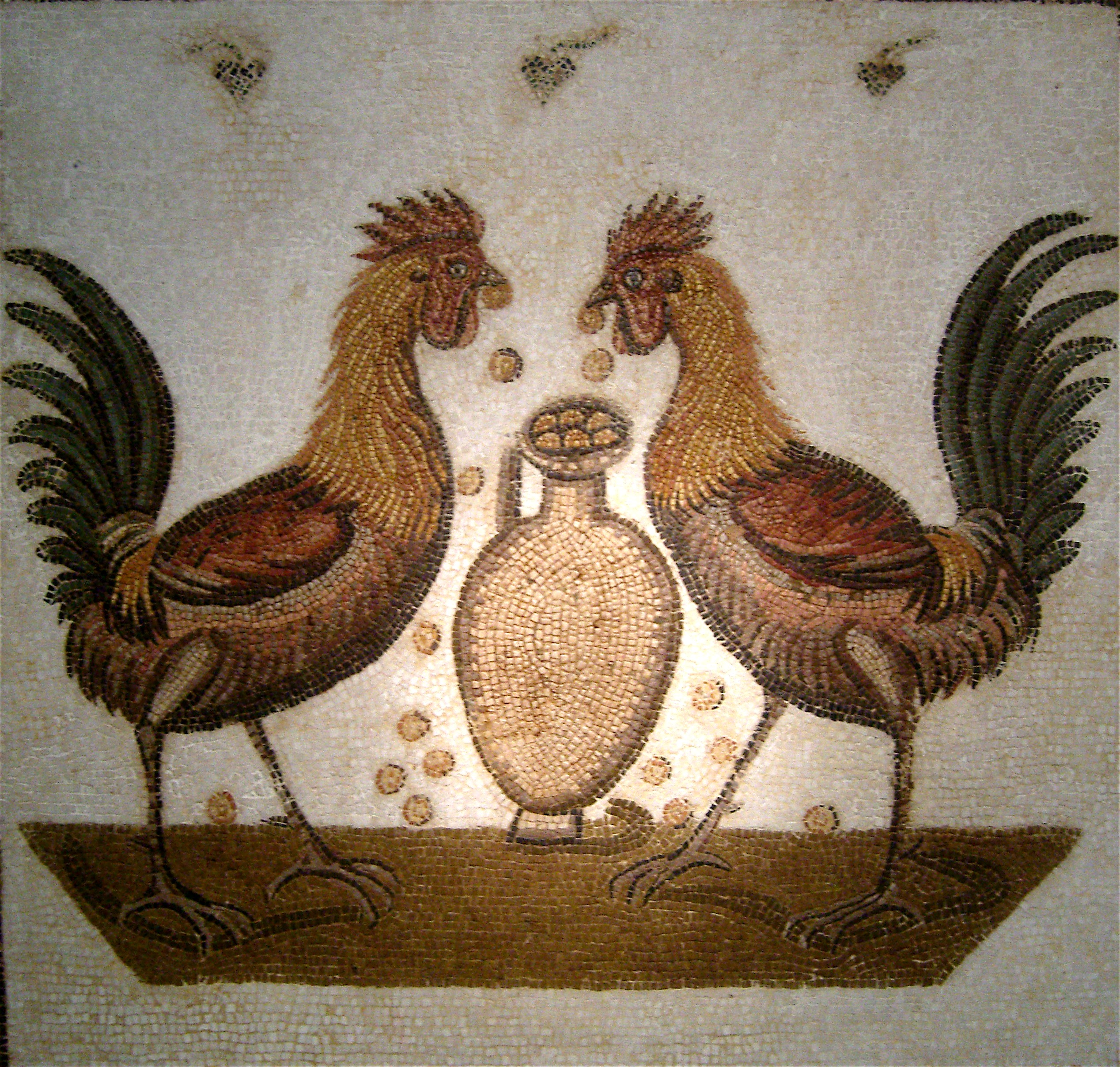
Les deux coqs romains de Nabeul en Tunisie

Le coq est universellement un symbole solaire parce que son chant annonce le lever du soleil, l'arrivée du jour si bien qu'on a pu croire que c'était lui qui le faisait naître. Cette tradition est explicite dans la pièce de théâtre le Chantecler d'Edmond Rostand (1910).

## Symbolique chrétienne

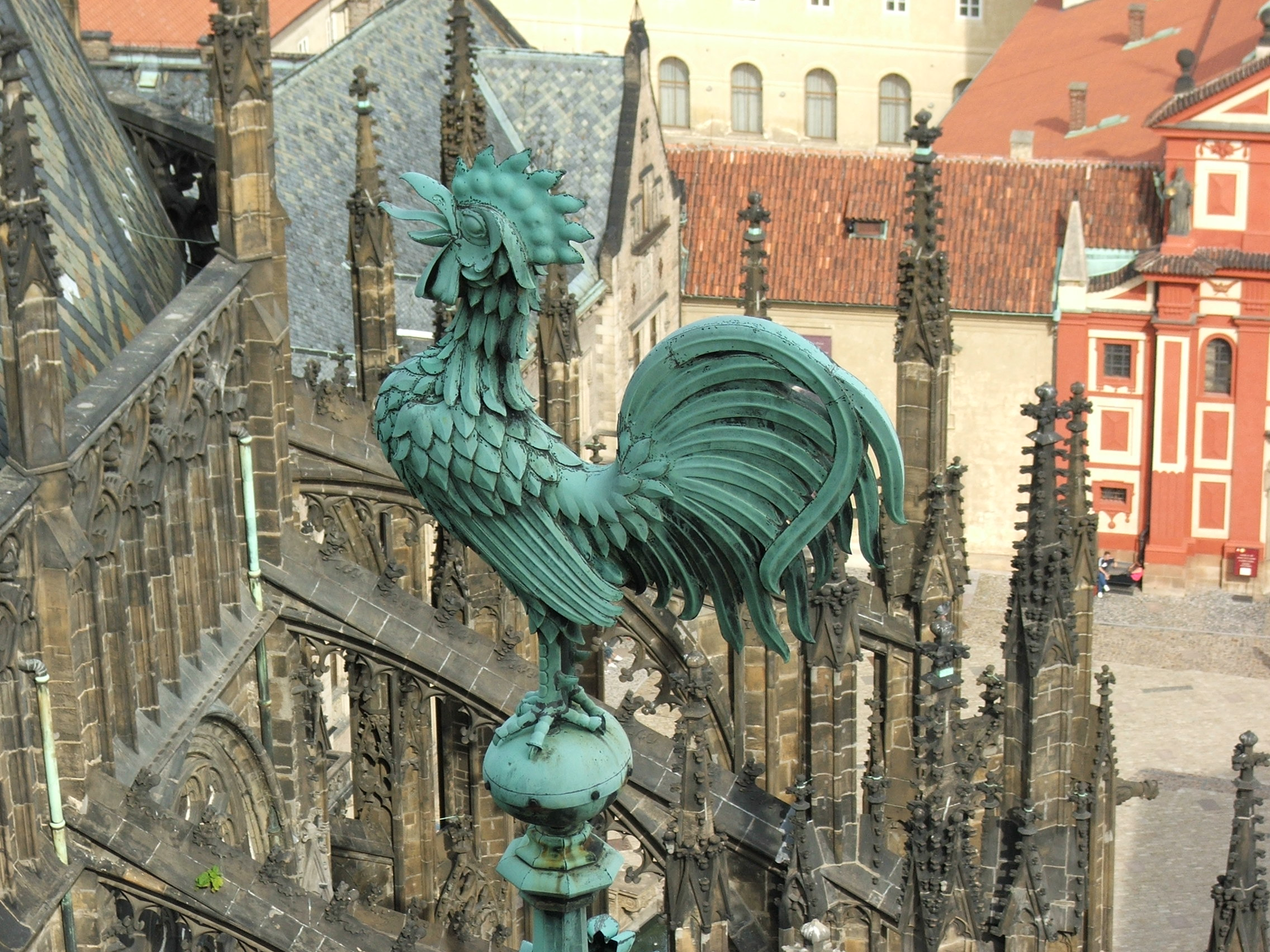
Coq sur la cathédrale St Guy a Prague, Tchéquie.

Pour les chrétiens, le coq est l'emblème du Christ (on le retrouve dans la forme donnée aux lampes des potiers chrétiens de Grèce et de Rome et oiseau de résurrection) et symbole de l'intelligence venue de Dieu[réf. nécessaire]. On lui prête le pouvoir de chasser les démons.
Au Moyen Âge, le coq symbolise le prédicateur qui doit réveiller ceux qui sont endormis.
Le coq est aussi le symbole du reniement de saint Pierre (il est un attribut récurrent du saint) qui, selon l'Évangile, aurait renié Jésus trois fois avant que le coq chante deux fois. Par la suite, chaque chant du coq rappelle au saint sa trahison. Le coq, témoin de la trahison de Pierre, serait placé sur les clochers pour rappeler aux hommes leur faiblesse. Comme le Christ, il annonce l'arrivée du jour après la nuit, c'est-à-dire, symboliquement, celle du bien après le mal. Le coq-girouette du clocher, toujours face au vent, symboliserait ainsi le Christ rédempteur qui protège le chrétien des péchés et dangers. Toujours est-il que la tradition du coq de clocher est attestée au IXe siècle, puisque le plus ancien coq de clocher connu, qui se trouve à Brescia, en Italie, date de 820,, et qu'une bulle pontificale du Xe siècle aurait imposé le coq sur les clochers en souvenir de saint Pierre.

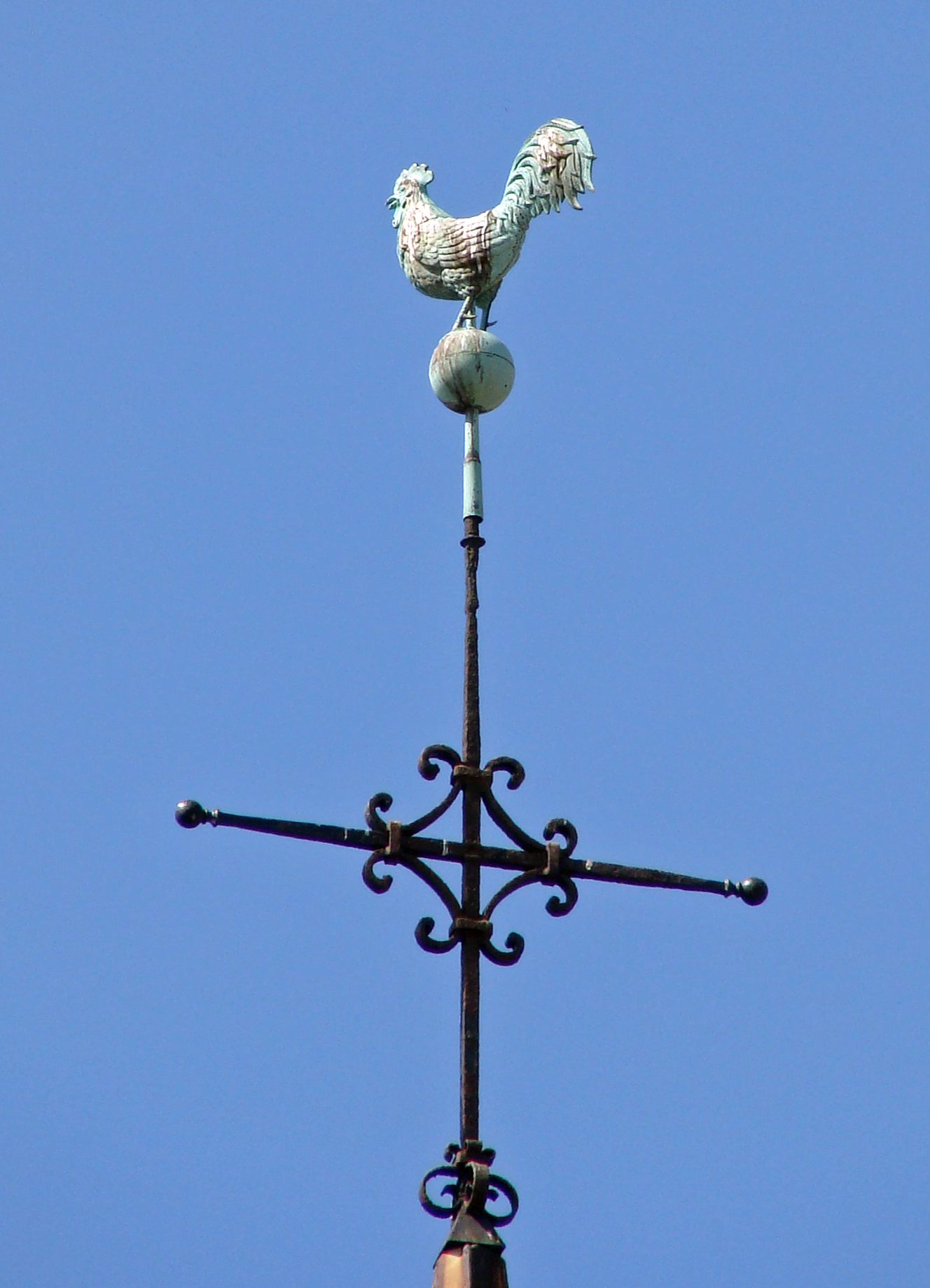
Église Saint-Gérard de Majella de Carling (Moselle, France)
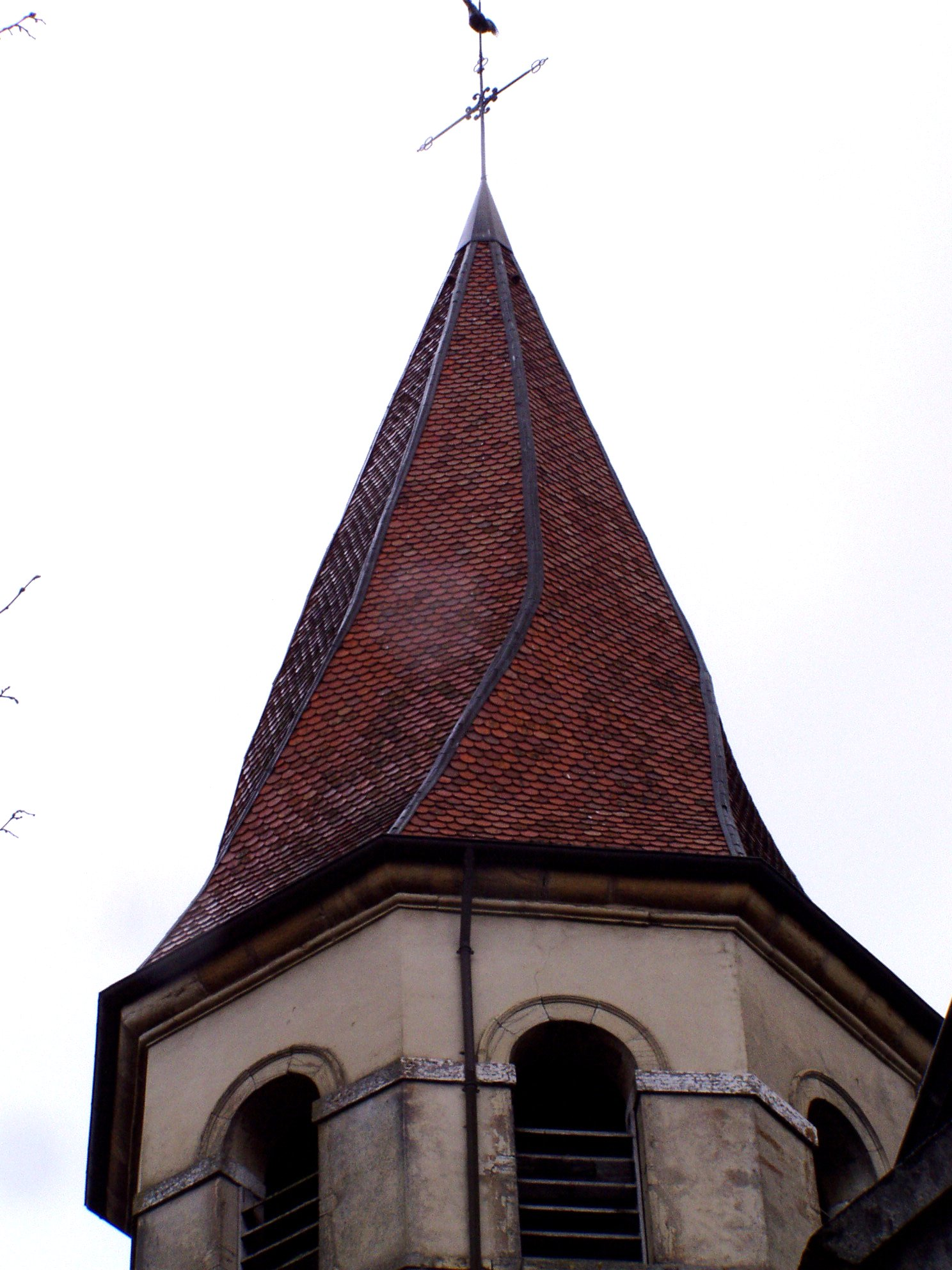
Clocher tors de l'église de Ceyzériat (Ain, France)
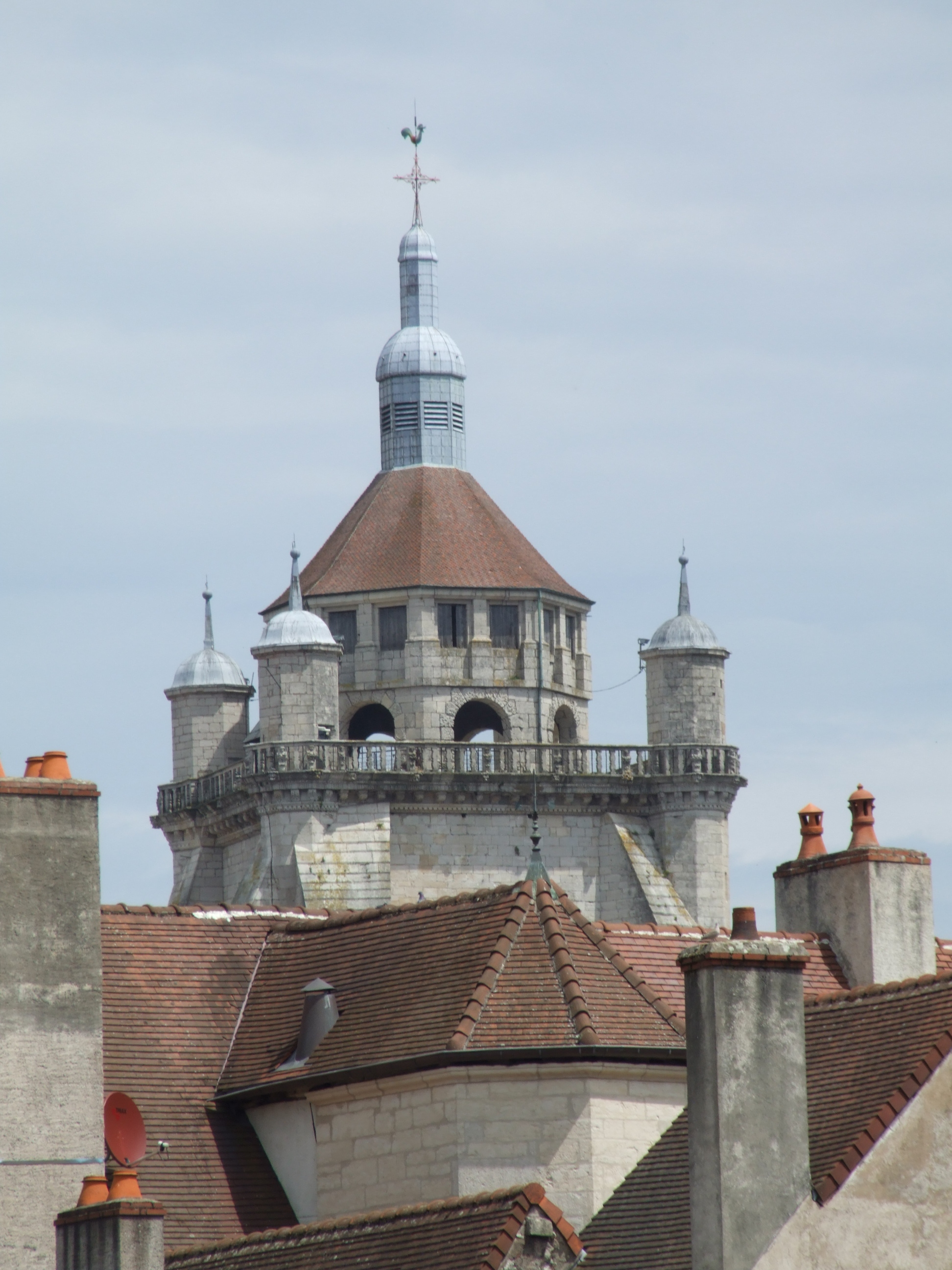
Collégiale Notre-Dame, détail du clocher, Dole (Jura, France)
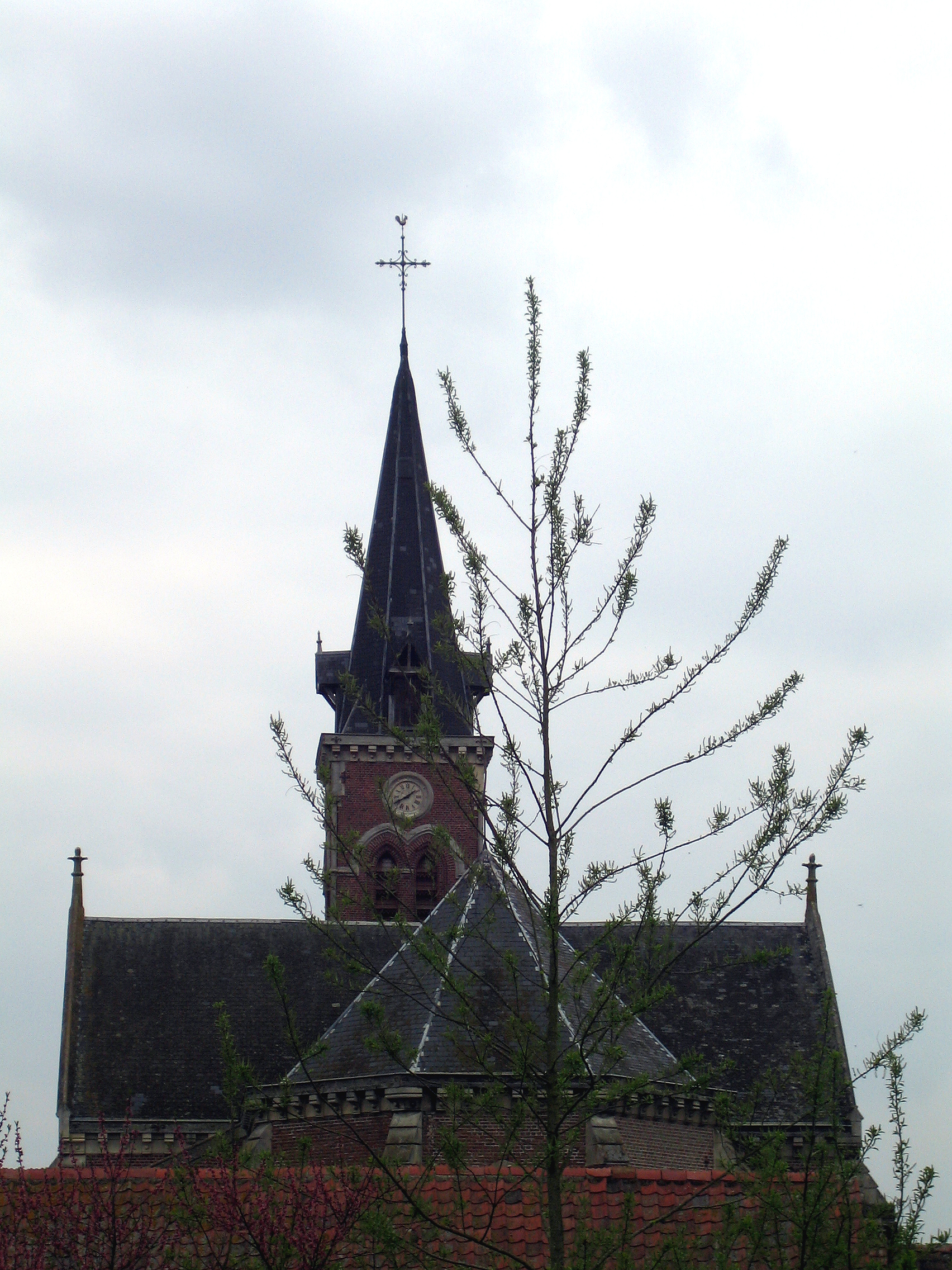
Église de Bovelles (Somme, France)
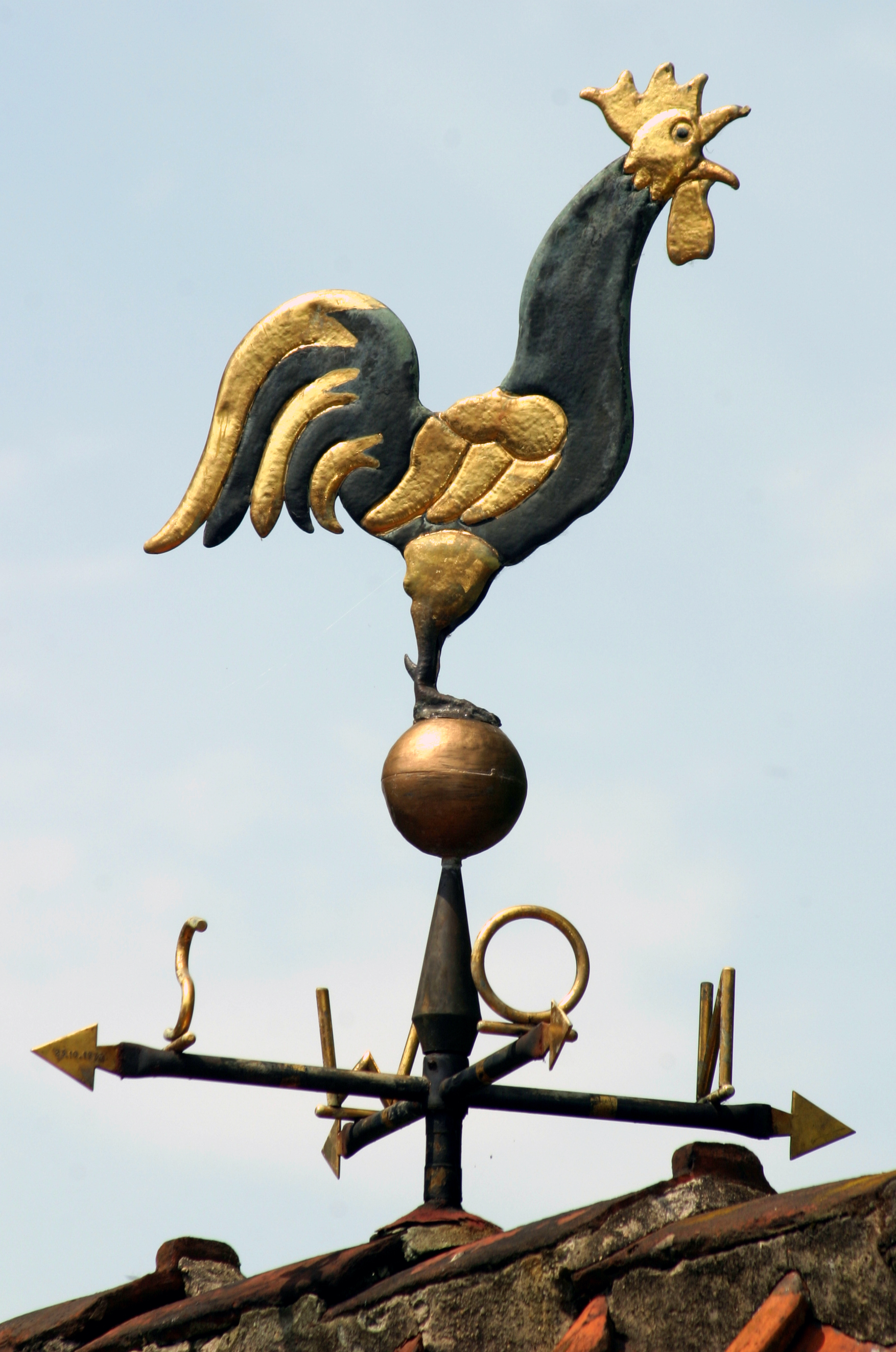
Girouette

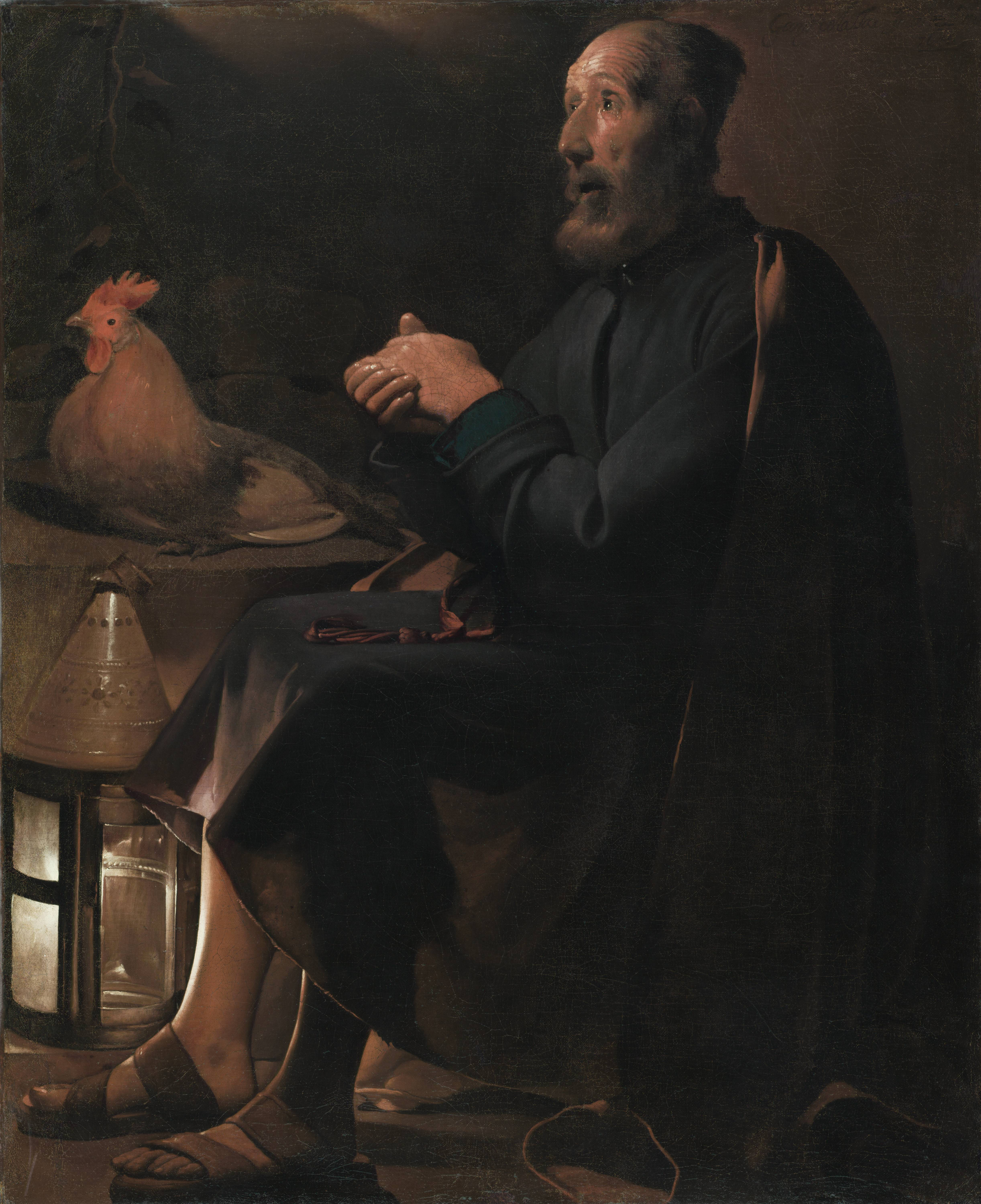
Georges de La Tour, Die Reue des Hl. Petrus, 1645
Blason de Duszniki-Zdrój

Dans la culture islamique. Il est comparé au muezzin, le religieux chargé d'appeler aux cinq prières quotidiennes de l'islam : comme lui, il réveille les croyants et les invite à la prière. Le muezzin remplit son devoir depuis une tour de la mosquée appelée minaret.

## Un animal sacrifié dans les rites païens
Symbole solaire adoré par de nombreuses civilisations, le coq est aussi l'objet de rituels sanglants.

### Rituels protecteurs

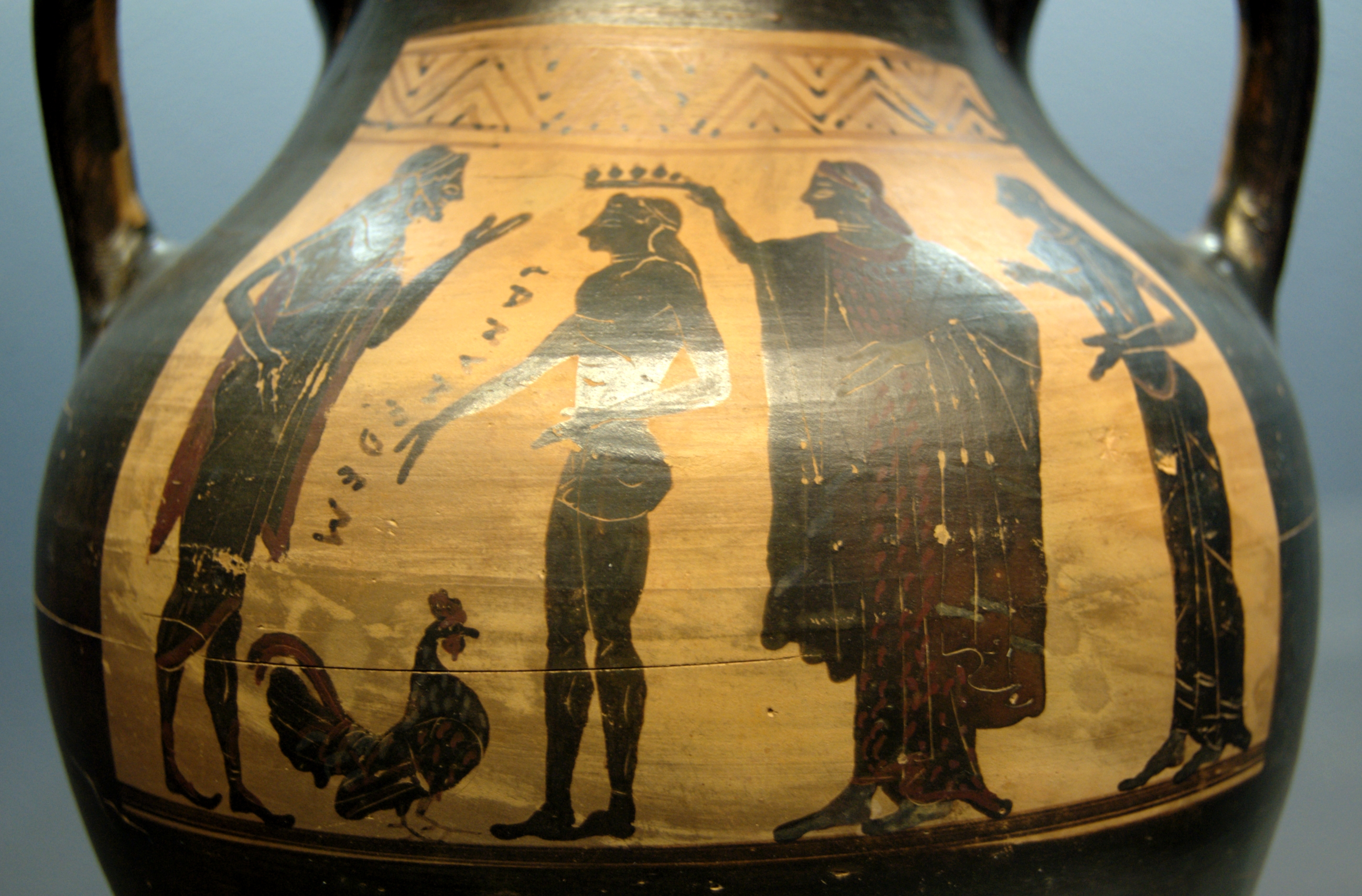
Ganymède sur l'Olympe, entouré de Zeus qui lui a offert un coq, une déesse le couronnant et Hébé.

Les sacrifices d'animaux, en particulier de volailles, sont fort nombreux dans l'histoire de l'humanité. Ils ont pour but de s'attirer la faveur des dieux.
Les Romains sacrifiaient des coqs aux dieux pour obtenir la protection de leur maison.
Au XVIIe siècle, les marins de l'île de Ceylan, au sud de l'Inde, offraient des coqs au roi des vents pour s'assurer une navigation sans encombre.
En Algérie, avaient lieu des sacrifices rituels de milliers coqs, le mercredi, dans le lieu-dit des Sept-Sources ou Sept-Fontaines, Seba-Aïoun, aux sept Djinns 

### Cadeau pédérastique
Le coq s'associe au thème de l'enlèvement de Ganymède par Zeus.

### Symbole de vie dans les rites vaudou
Au Bénin où l'on pratique un culte appelé Vodoun, le coq est un symbole de vie. Selon la tradition, pour faire revenir à la vie quelqu'un qui est mort violemment, il convient de faire tournoyer un coq vivant par les pattes au-dessus de la dépouille. L'animal est ensuite sacrifié, et son foie est mangé cru. Ces rites ont traversé l'Atlantique avec les esclaves africains et survivent, en Haïti notamment, sous le nom de Vaudou.

### Messager des dieux
En Guinée-Bissau, au sud du Sénégal, le peuple des Bijogos se sert de poulets pour savoir si les étrangers sont les bienvenus. Leur roi ne peut décider seul d'accueillir un visiteur : il doit demander à l'esprit protecteur du village sa bienveillance. Pour cela, il saisit un poulet et lui tranche le cou d'un geste sûr. Quand le poulet s'immobilise, le roi verse les dernières gouttes de son sang sur une statuette représentant l'esprit protecteur. Une prêtresse l'aide à interpréter la réaction de l'esprit.

## Un animal fabuleux et de légende

### Chimères
Le coq a donné naissance à des chimères, monstres à l'aspect composite.

#### Le basilic

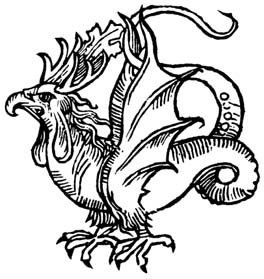
Basilic représenté par Hungary Német Fametszet (1510).

Le basilic est un animal fabuleux qui a l'apparence d'un coq à queue de dragon ou d'un serpent aux ailes de coq. Pour le voir naître, il faut qu'un coq âgé de sept ans ponde un œuf, le dépose dans du fumier et le fasse couver par un crapaud ou une grenouille. La bête qui en sort, mi-coq, mi-reptile est redoutable : son regard ou son souffle suffit à tuer quiconque l'approche.

#### Le cocatrix
Un cocatrix est un animal fabuleux qui possèderait une tête de coq, des ailes de chauve-souris et un corps de serpent.

#### L'hippalectryon
L'hippalectryon est un animal fabuleux de l'antiquité grecque, qui possède l'avant d'un cheval et l'arrière d'un coq.

### Contes et légendes

#### Le Roman de Renart
L'un des personnages du Roman de Renart est un coq, nommé Chantecler, ou Chanteclerc.

#### Vidofnir
Vidofnir est, dans la mythologie nordique, un coq perché au sommet de l'arbre Yggdrasil.

#### La légende de Saint-Tropez, en France

Blason de la ville de Saint-Tropez

Caïus Silvius Torpetius, né à Pise, grand officier de la cour de Néron, fut séduit par les idéaux pacifistes. Converti par Saint Paul en l'an 68, il engendra la colère de l'empereur par son refus d'abjurer sa foi chrétienne. Il fut torturé, martyrisé et décapité à Pise et son corps jeté dans une barque sur l'Arno en compagnie d'un coq et d'un chien censés se nourrir du cadavre. Le courant Ligure ramena la barque jusqu'au rivage de l'actuel Saint-Tropez, autrefois appelé Héraclès. Les moines de l’Abbaye de Saint-Victor de Marseille, propriétaires au XIe siècle de la presqu'île, et de toutes les terres adjacentes, trouvèrent la barque, cachèrent le corps du saint martyr et élevèrent une chapelle qu'ils baptisèrent « Ecclesia Sancti Torpetis ». Torpes devint finalement Tropez. On raconte que le coq s'arrêta dans un champ de lin à quelques kilomètres de là et il se dit parfois (mais c'est une étymologie fantaisiste) que le « coq au lin » donna son nom au village de Cogolin. Quant au chien, il se serait nommé Grimaud (« chien » en ancien français)[réf. nécessaire]. La tête de Torpetius est encore conservée et vénérée à Pise.

#### Le coq de Barcelos, au Portugal

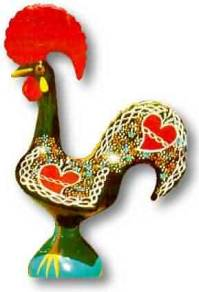
Représentation caractéristique du coq de Barcelos

Durant le XVIe siècle, un crime fut commis à Barcelos sans que le coupable soit démasqué. Les habitants étaient donc sur le qui-vive. Un jour apparut un homme de Galice sur lequel se portèrent tous les soupçons. Malgré les protestations de son innocence, il fut immédiatement arrêté par les autorités. Personne ne voulait croire que cet homme se rendait à Saint-Jacques-de-Compostelle pour remplir un vœu ; qu'il était un fervent dévot du saint que l'on vénérait à Compostelle, ainsi que de saint Paul et de Notre-Dame. C'est pourquoi il fut condamné à être pendu… Au moment où on le conduisait à l'échafaud, il demanda à être présenté devant le juge qui l'avait condamné. On l'emmena alors à la résidence du magistrat qui, à ce moment même, était en train de festoyer avec quelques amis. Devant eux, il réaffirma son innocence, montra un coq rôti sur la table et s'exclama : « il est aussi sûr que je suis innocent qu'il est sûr que ce coq chantera au moment où on me pendra ». Toute la salle éclata de rire, mais personne ne toucha au coq. Et ce qui semblait impossible arriva. Au moment où le pèlerin allait être pendu, le coq rôti se dressa sur la table et chanta. Personne ne doutait plus de l'innocence du condamné. Le juge courut à la potence et quelle ne fut pas sa stupéfaction quand il vit le pauvre homme la corde au cou, mais le nœud refusant absolument de se serrer. Immédiatement délivré, on le renvoya en paix. Quelques années plus tard, il revint à Barcelos et il fit ériger un monument en hommage à la Vierge et à saint Jacques.

#### Le coq de Ceska Trebova, en République tchèque

Armes de la ville de Ceska Trebova

Dans la ville de Česká Třebová en Bohême-Moravie (actuelle République tchèque), dans un temps reculé, un magistrat eut le malheur d'égarer le sceau de la ville. En colère, les habitants s'accordèrent pour le pendre. La potence fut dressée et le prêtre accompagna le condamné au supplice. Jusqu'à ce qu'un coq se mit à chanter et à gratter le fumier sur lequel il se tenait, mettant au jour le sceau égaré. Depuis cet événement, le coq figure dans les armes de la ville.

#### Contes de Grimm
Un coq intervient notamment dans les contes de Grimm suivants :
- La Racaille en guenilles (Das Lumpengesindel, KHM 10)
- Les Musiciens de la ville de Brême (Die Bremer Stadtmusikanten, KHM 27)
- Monsieur Korbès (Herr Korbes, KHM 41)
- Les Trois Enfants chanceux (Die drei Glückskinder, KHM 70)
- La Mort de la petite poule (Von dem Tode des Hühnchens, KHM 80)
- Hans-mon-Hérisson (Hans mein Igel, KHM 108)
- La Poutre du coq (Der Hahnenbalken, KHM 149)
- La Maison dans la forêt (Das Waldhaus, KHM 169)
- Les Miettes de pain sur la table (Die Brosamen auf dem Tisch, KHM 190).

#### Moitié de coq
Moitié de coq, ou Moitié de poulet sont des intitulés habituels d'un conte-type (AT 715) fréquent notamment dans l'Ouest de la France. Une version de ce conte, intitulée Bout d'Canard, a été publiée en 1888 par Charles Marelle, puis, traduite en anglais, sous le titre Drakestail par Andrew Lang en 1890 dans The Red Fairy Book.

#### Le Coq d'or
Le Coq d'or (en russe Сказка о золотом петушке, Skazka o zolotom petouchke) est un conte en vers d'Alexandre Pouchkine qui a inspiré un opéra (Золотой Петушок, Zolotoï Petouchok) de Nikolai Rimski-Korsakov. Dans le conte, le coq surveille les frontières du royaume et annonce la guerre.

## Un symbole héraldique
Le coq est un meuble d'armoiries que l'on rencontre fréquemment.

### Représentations
On dit du Coq, armé de ses griffes, barbé de sa barbe, becqué de son bec, crêté de sa crête, membré de ses jambes, lorsqu'ils sont d'un autre émail que son corps.
On nomme aussi Coq chantant, celui qui a le bec ouvert et semble chanter ; hardi, celui qui a la patte dextre levée.
Le coq est représenté de profil, la tête levée, la queue retroussée, dont les plumes retombent en portions spirales et circulaires.
Un dragon à tête de coq est appelé basilic. Les ailes du basilic sont préférentiellement formées de plumes, et non membraneuses comme celles du dragon.

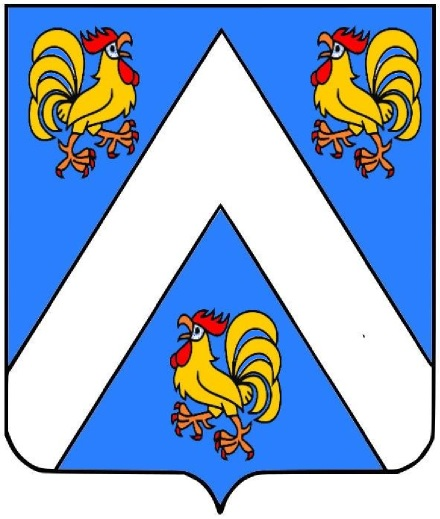
Noble famille de Cottereau (ou Coutreau): Ecu d'azur au chevron d'argent, accompagné de trois coqs d'or, crêtés, langués et membrés de gueules
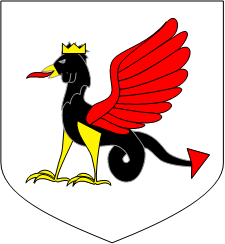
D’argent au basilic de sable, couronné, becqué et armé d’or, lampassé, ailé et dardé de gueules, qui est de Kazan.
D'argent au coq hardi au naturel, soutenu de la date 1693 de sable, au chef d'azur semé de fleurs de lys d'or.

### Significations
Un coq :
- crêté d'or symboliserait[évasif] la garde et la vigilance.
- sur une branche d'amandier ou de mûrier, symboliserait[évasif] la diligence.
- d'or sur champ d'azur symboliserait[évasif] l'empressement à jouir de la faveur du prince.
- échiqueté, sur une terrasse de pourpre, symboliserait[évasif] la générosité après la bataille.

### Robinet
Le robinet se dit en allemand « Hahn », cock/(Wasser)-hahn, c'est-à-dire « coq » (également appelé robinet ou chanticleer). Les britanniques aussi quelquefois usent leur mot « cock » (« coq » en anglais) en combinaisons pour décrire quelques types de robinet ; sillcock, stopcock.

### Blasons de villes
- Versailles.
- Jouy-en-Josas.
- Gaillac-Toulza.
- Gagnac-sur-Garonne.
- Jausiers.
- Sainte-Foy-de-Peyrolières.
- Jouques.
- Perchay.
- Oran
- Vogüé
- Aubure[13].
- Dormans.
- Galluis.
- Plainfaing.
- Gaillac.
- Valtin.
- Quimperlé.
- Levens.
- Aiguefonde.
- Mazamet.
- Morangis.
- Malemort-du-Comtat.
- Saint-Pierre-de-Vassols.
- Langeac.
- Senouillac.
- Saint-Tropez.
- Chantecoq.
- Engis.
- Soultzmatt.

### Dans le sport
Le club de football anglais Tottenham Hotspur a un coq comme son emblème. Il y a aussi une statue d'un coq à l'entrée de leur stade en Londres.

1956 - 1983
1983 - 2006
Depuis 2006
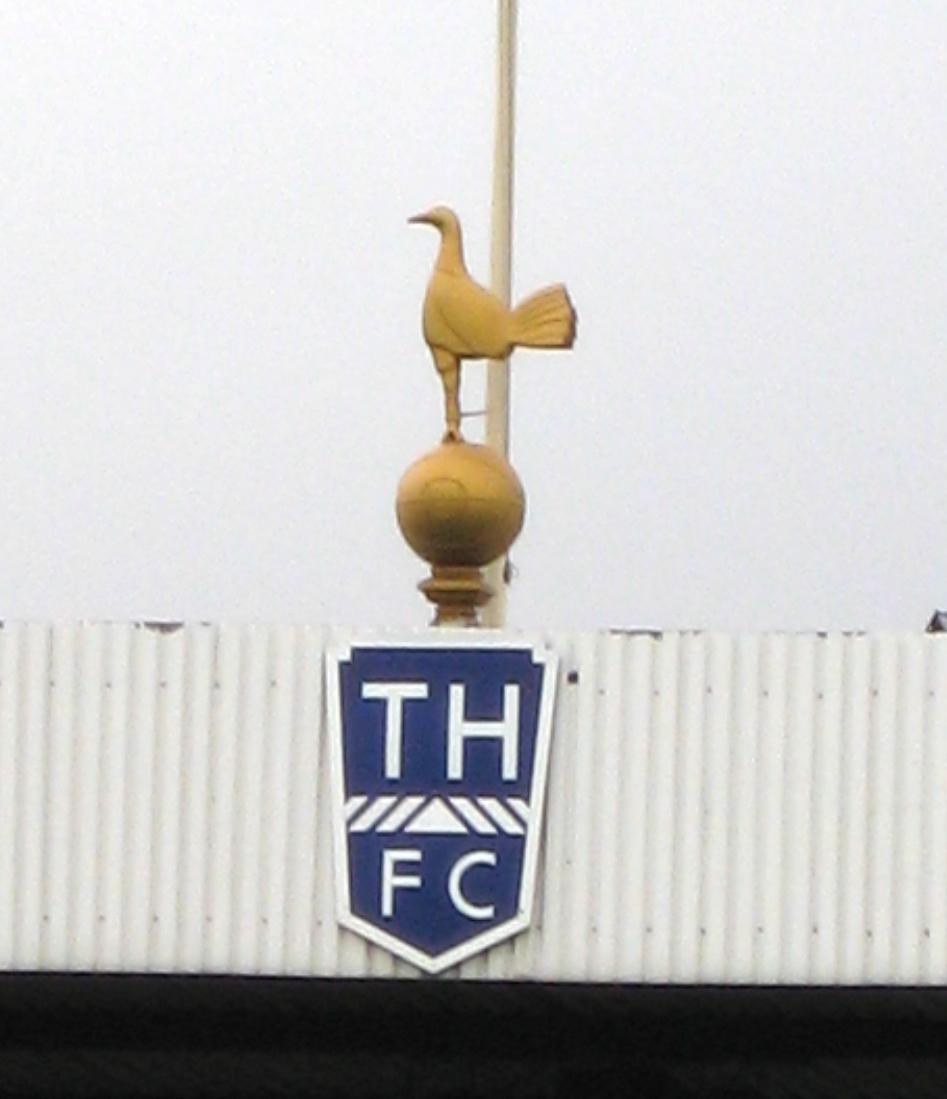
Statue du coq à l'entrée du stade

## Dans les dessins animés
- Charlie le coq
- Rock-O-Rico
- Très souvent présent chez Disney, comme dans Panchito Pistoles dans Les Trois Caballeros ou le coq dans La Poule aux œufs d'or.

## En peinture
- La toile Sur le coq de Marc Chagall peinte en 1928. Elle est conservée au musée Thyssen-Bornemisza à Madrid.
- Le tableau Le Coq de Marc Chagall peint en 1974. Il est exposé au musée national d'Art moderne à Paris.